# سلوك صعب التعامل معه
يتم تعريف السلوك صعب التعامل معه أو سلوك التحدي[بحاجة لمصدر] على أنه «سلوك (سلوكيات) غير طبيعي من الناحية الثقافية، له كثافة أو تكرار أو مدة تؤدي إلى تعريض السلامة البدنية للشخص أو للآخرين لخطر داهم، أو السلوك الذي يحتمل أن يؤدي على نحو خطير إلى تحديد أو منع الوصول إلى القدرة على استخدام المرافق المجتمعية العامة.»
وغالبًا ما يظهر سلوك التحدي لدى الأشخاص المصابين بإعاقات النمو والخرف والذهان ولدى الأطفال، رغم أن تلك السلوكيات يمكن أن تظهر على أي شخص.

## أنواع سلوكيات التحدي
تشتمل الأنواع الشائعة لسلوكيات التحدي على السلوكيات التي يمكن أن تضر بالنفس (مثل الضرب وصدم الرأس والعض) والسلوك العدواني (مثل ضرب الآخرين والصراخ والبصق والعض واللكم والركل) والسلوك الجنسي المشين (مثل الاستمناء على العلن أو لمس الآخرين) والسلوك الموجه ضد الممتلكات (مثل إلقاء الأشياء والسرقة) والسلوكيات النمطية (مثل الاهتزاز المتكرر أو اللفظ الصدوي).

## أسباب سلوكيات التحدي
يمكن أن تنجم سلوكيات التحدي عن العديد من العوامل، بما في ذلك:
- عوامل بيولوجية (الألم، الأدوية، الحاجة إلى التحفيز الحسي)
- عوامل اجتماعية (الملل، والبحث عن التفاعل الاجتماعي، والحاجة إلى عنصر سيطرة، ونقص الدراية بمعايير المجتمع، وعدم حساسية فريق العمل، والخدمات المقدمة وفقًا لرغبات واحتياجات الشخص)
- عوامل بيئية (الأوجه المادية، مثل الضوضاء والإضاءة، أو القدرة على الوصول إلى الأشياء أو الأنشطة المفضلة)
- العوامل النفسية (الشعور بالانعزال، والوحدة، وعدم القيمة، والوصم، والنبذ، والارتقاء إلى التوقعات السلبية للناس)

يمكن أن تكون سلوكيات التحدي بكل بساطة وسيلة من وسائل الاتصال. وفي الكثير من الأوقات، فإنه يتم تعلم سلوكيات التحدي ويترتب عليها نتائج جيدة، وفي الغالب، يمكن تعليم الأشخاص سلوكيات جديدة لتحقيق نفس الأهداف. وقد ركز محللو السلوكيات على النموذج التطويري لسلوكيات التحدي.
وتقترح الخبرات والأبحاث أن ما يطلق عليه المحترفون اسم «سلوكيات التحدي» تكون عبارة عن رد فعل لبيئات التحدي التي تقوم الخدمات أو الآخرون بخلقها حول الناس المصابين بإعاقات في النمو، كما أنها وسيلة للتعبير عن عدم الرضا بسبب فشل موفري الخدمات أو الآخرين في الإصغاء إلى نوع الحياة التي يمكن أن يفضلها الشخص بأفضل شكل ممكن، خصوصًا، عندما تخلق هذه الخدمات أو هؤلاء الأشخاص الآخرون أنماط حياة وعلاقات تتمركز حول ما يناسبهم أو ما يناسب تلك الخدمات وموظفيها، وليس حول ما يناسب الشخص.
ويمكن أن يتم النظر إلى سلوكيات التحدي في الغالب على أنها «مكافِئة من الناحية السلوكية» لمشكلة الصحة العقلية. ومع ذلك، فإن أدلة الأبحاث تشير إلى أن سلوكيات التحدي ومشكلات الصحة العقلية هي مشكلات مستقلة نسبيًا.
ومن بين المبادئ العامة في إدارة السلوك البحث عن الرسالة التي يقوم الشخص بإرسالها من خلال سلوك التحدي الذي يمارسه: «فكل السلوكيات لها معنى». ويعد ذلك أمرًا جوهريًا في عملية التحليل الوظيفي.
فالأطفال يتواصلون من خلال سلوكياتهم، خصوصًا أولئك الذين لم يتعلموا اللغة والمهارات اللغوية اللازمة لإخبار الكبار بماهية المشكلة.
وفيما يتعلق بالكبار الذين يعانون من أنواع معينة من إعاقات النمو، يمكن توقع أنواع معينة من سلوكيات التحدي أثناء التواصل مع الشرطة والتسجيل للدخول إلى المستشفيات.

## دورة الاستجابة السلوكية
يمكن أن ننظر إلى سلوكيات التحدي على أنها تتم في شكل دورة:
- المحفز
- التصعيد
- الأزمة
- الاستشفاء

يوفر تحليل هذه الدورة أساسًا لاستخدام مجموعة متنوعة من الإستراتيجيات لتقليل محفزات سلوكيات التحدي، أو تعليم المزيد من السلوكيات المناسبة ردًا على تلك المحفزات، أو توفير تبعات لسلوكيات التحدي تشجع الشخص على استخدام استجابة أكثر ملاءمة. وتستخدم الإستراتيجيات السلوكية، مثل تحليل السلوك التطبيقي وتكييف العامل ودعم السلوك الإيجابي منهجيات مشابهة لتحليل سلوكيات التحدي والاستجابة لها.